# Teluklada
Teluklada is een bestuurslaag in het regentschap Pandeglang van de provincie Banten, Indonesië. Teluklada telt 3977 inwoners (volkstelling 2010).